# Ala Masévich
Ala Guénrijovna Masévich (Tiflis, 9 de octubre de 1918 - 6 de mayo de 2008) fue una astrónoma soviética. Se graduó de la Universidad Pedagógica Estatal de Moscú. Se desempeñó como vicepresidenta del Consejo Astronómico de la Academia de Ciencias de la URSS en 1952 y trabajó en estrecha colaboración con Víktor Ambartsumián. Se convirtió en profesora de geodesia espacial en el Instituto de Geodesia y Cartografía de Moscú en 1972.
Es conocida por su trabajo en la organización de grupos para observar algunos de los primeros satélites rusos (1956–57). Fue la delegada de Rusia en el Congreso de la Federación Astronáutica Internacional tras el lanzamiento del Sputnik 1 en 1957 y presentó un documento sobre el seguimiento óptico de satélites.

## Carrera profesional
De 1952 a 1987 ocupó el prestigioso cargo de Vicepresidenta del Consejo Astronómico de la Academia de Ciencias de la Unión Soviética. Durante su mandato en la Academia, dirigió un equipo en 1957 para monitorear los satélites soviéticos que incluían al Sputnik.
En 1987 dejó la Academia para convertirse en presidenta de los Astrosoviets, el Consejo Astronómico de la Academia de Ciencias de la URSS.

### Premios y honores
- Membresía extranjera en la Royal Astronomical Society del Reino Unido (1963).[3]